# Pandémie de Covid-19 au Bénin
La pandémie de Covid-19 au Bénin démarre officiellement le 16 mars 2020. À la date du 14 janvier 2024, le bilan est de 163 morts.

## Évolution de la pandémie au Bénin
| Cas de Covid-19 recensés au Bénin | Cas de Covid-19 recensés au Bénin | Cas de Covid-19 recensés au Bénin | Cas de Covid-19 recensés au Bénin | Cas de Covid-19 recensés au Bénin |
| --- | --------------------------------- | --------------------------------- | --------------------------------- | --------------------------------- |
| décès à l'hôpital cas graves autres |                                   |                                   |                                   |                                   |
| Date |                                   |                                   | Nombre de cas*                    |                                   |
| 16 mars 2020 | 16 mars 2020                      |                                   | 1                                 | 1                                 |
| ⢸ | ⢸                                 |                                   | ⢸                                 | ⢸                                 |
| 17 mars 2020 | 17 mars 2020                      |                                   | 2                                 | 2                                 |
| ⢸ | ⢸                                 |                                   | ⢸                                 | ⢸                                 |
| 22 mars 2020 | 22 mars 2020                      |                                   | 5                                 | 5                                 |
| ⢸ | ⢸                                 |                                   | ⢸                                 | ⢸                                 |
| 27 mars 2020 | 27 mars 2020                      |                                   | 6                                 | 6                                 |
| ⢸ | ⢸                                 |                                   | ⢸                                 | ⢸                                 |
| 31 mars 2020 | 31 mars 2020                      |                                   | 8                                 | 8                                 |
| 1er avril 2020 | 1er avril 2020                    |                                   | 13                                | 13                                |
| ⢸ | ⢸                                 |                                   | ⢸                                 | ⢸                                 |
| 3 avril 2020 | 3 avril 2020                      |                                   | 16                                | 16                                |
| ⢸ | ⢸                                 |                                   | ⢸                                 | ⢸                                 |
| 5 avril 2020 | 5 avril 2020                      |                                   | 22                                | 22                                |
| ⢸ | ⢸                                 |                                   | ⢸                                 | ⢸                                 |
| 6 avril 2020 | 6 avril 2020                      |                                   | 26                                | 26                                |
| ⢸ | ⢸                                 |                                   | ⢸                                 | ⢸                                 |
| 10 avril 2020 | 10 avril 2020                     |                                   | 35                                | 35                                |
| ⢸ | ⢸                                 |                                   | ⢸                                 | ⢸                                 |
| 14 avril 2020 | 14 avril 2020                     |                                   | 35                                | 35                                |
| ⢸ | ⢸                                 |                                   | ⢸                                 | ⢸                                 |
| 20 avril 2020 | 20 avril 2020                     |                                   | 54                                | 54                                |
| ⢸ | ⢸                                 |                                   | ⢸                                 | ⢸                                 |
| 26 avril 2020 | 26 avril 2020                     |                                   | 64                                | 64                                |
| ⢸ | ⢸                                 |                                   | ⢸                                 | ⢸                                 |
| 1er mai 2020 | 1er mai 2020                      |                                   | 90                                | 90                                |
| ⢸ | ⢸                                 |                                   | ⢸                                 | ⢸                                 |
| 4 mai 2020 | 4 mai 2020                        |                                   | 96                                | 96                                |
| ⢸ | ⢸                                 |                                   | ⢸                                 | ⢸                                 |
| 6 mai 2020 | 6 mai 2020                        |                                   | 140                               | 140                               |
| 7 mai 2020 | 7 mai 2020                        |                                   | 242                               | 242                               |
| 8 mai 2020 | 8 mai 2020                        |                                   | 284                               | 284                               |
| 9 mai 2020 | 9 mai 2020                        |                                   | 319                               | 319                               |
| ⢸ | ⢸                                 |                                   | ⢸                                 | ⢸                                 |
| 11 mai 2020 | 11 mai 2020                       |                                   | 327                               | 327                               |
| ⢸ | ⢸                                 |                                   | ⢸                                 | ⢸                                 |
| 13 mai 2020 | 13 mai 2020                       |                                   | 339                               | 339                               |
| ⢸ | ⢸                                 |                                   | ⢸                                 | ⢸                                 |
| 19 mai 2020 | 19 mai 2020                       |                                   | 130                               | 130                               |
| 20 mai 2020 | 20 mai 2020                       |                                   | 135                               | 135                               |
| ⢸ | ⢸                                 |                                   | ⢸                                 | ⢸                                 |
| 22 mai 2020 | 22 mai 2020                       |                                   | 187                               | 187                               |
| 23 mai 2020 | 23 mai 2020                       |                                   | 191                               | 191                               |
| 24 mai 2020 | 24 mai 2020                       |                                   | 191                               | 191                               |
| 25 mai 2020 | 25 mai 2020                       |                                   | 208                               | 208                               |
| 26 mai 2020 | 26 mai 2020                       |                                   | 210                               | 210                               |
| ⢸ | ⢸                                 |                                   | ⢸                                 | ⢸                                 |
| 28 mai 2020 | 28 mai 2020                       |                                   | 224                               | 224                               |
| 29 mai 2020 | 29 mai 2020                       |                                   | 232                               | 232                               |
| 30 mai 2020 | 30 mai 2020                       |                                   | 236                               | 236                               |
| 31 mai 2020 | 31 mai 2020                       |                                   | 243                               | 243                               |
| 1er juin 2020 | 1er juin 2020                     |                                   | 244                               | 244                               |
| ⢸ | ⢸                                 |                                   | ⢸                                 | ⢸                                 |
| 3 juin 2020 | 3 juin 2020                       |                                   | 261                               | 261                               |
| ⢸ | ⢸                                 |                                   | ⢸                                 | ⢸                                 |
| 6 juin 2020 | 6 juin 2020                       |                                   | 288                               | 288                               |
| ⢸ | ⢸                                 |                                   | ⢸                                 | ⢸                                 |
| 8 juin 2020 | 8 juin 2020                       |                                   | 305                               | 305                               |
| ⢸ | ⢸                                 |                                   | ⢸                                 | ⢸                                 |
| 10 juin 2020 | 10 juin 2020                      |                                   | 388                               | 388                               |
| 11 juin 2020 | 11 juin 2020                      |                                   | 412                               | 412                               |
| 12 juin 2020 | 12 juin 2020                      |                                   | 442                               | 442                               |
| 13 juin 2020 | 13 juin 2020                      |                                   | 470                               | 470                               |
| 14 juin 2020 | 14 juin 2020                      |                                   | 483                               | 483                               |
| 15 juin 2020 | 15 juin 2020                      |                                   | 532                               | 532                               |
| 16 juin 2020 | 16 juin 2020                      |                                   | 572                               | 572                               |
| 17 juin 2020 | 17 juin 2020                      |                                   | 597                               | 597                               |
| ⢸ | ⢸                                 |                                   | ⢸                                 | ⢸                                 |
| 18 juin 2020 | 18 juin 2020                      |                                   | 650                               | 650                               |
| ⢸ | ⢸                                 |                                   | ⢸                                 | ⢸                                 |
| 20 juin 2020 | 20 juin 2020                      |                                   | 765                               | 765                               |
| 21 juin 2020 | 21 juin 2020                      |                                   | 807                               | 807                               |
| 22 juin 2020 | 22 juin 2020                      |                                   | 850                               | 850                               |
| 23 juin 2020 | 23 juin 2020                      |                                   | 902                               | 902                               |
| 24 juin 2020 | 24 juin 2020                      |                                   | 1 017                             | 1 017                             |
| 25 juin 2020 | 25 juin 2020                      |                                   | 1 053                             | 1 053                             |
| 26 juin 2020 | 26 juin 2020                      |                                   | 1 124                             | 1 124                             |
| 27 juin 2020 | 27 juin 2020                      |                                   | 1 149                             | 1 149                             |
| 28 juin 2020 | 28 juin 2020                      |                                   | 1 187                             | 1 187                             |
| 29 juin 2020 | 29 juin 2020                      |                                   | 1 199                             | 1 199                             |
| ⢸ | ⢸                                 |                                   | ⢸                                 | ⢸                                 |
| 11 juillet 2020 | 11 juillet 2020                   |                                   | 1 378                             | 1 378                             |
| ⢸ | ⢸                                 |                                   | ⢸                                 | ⢸                                 |
| 17 juillet 2020 | 17 juillet 2020                   |                                   | 1 602                             | 1 602                             |
| ⢸ | ⢸                                 |                                   | ⢸                                 | ⢸                                 |
| 21 juillet 2020 | 21 juillet 2020                   |                                   | 1 694                             | 1 694                             |
| ⢸ | ⢸                                 |                                   | ⢸                                 | ⢸                                 |
| 24 juillet 2020 | 24 juillet 2020                   |                                   | 1 770                             | 1 770                             |
| ⢸ | ⢸                                 |                                   | ⢸                                 | ⢸                                 |
| 2 août 2020 | 2 août 2020                       |                                   | 1 914                             | 1 914                             |
| ⢸ | ⢸                                 |                                   | ⢸                                 | ⢸                                 |
| 9 août 2020 | 9 août 2020                       |                                   | 2 001                             | 2 001                             |
| ⢸ | ⢸                                 |                                   | ⢸                                 | ⢸                                 |
| 13 août 2020 | 13 août 2020                      |                                   | 2 063                             | 2 063                             |
| ⢸ | ⢸                                 |                                   | ⢸                                 | ⢸                                 |
| 17 août 2020 | 17 août 2020                      |                                   | 2 095                             | 2 095                             |
| ⢸ | ⢸                                 |                                   | ⢸                                 | ⢸                                 |
| 24 août 2020 | 24 août 2020                      |                                   | 2 145                             | 2 145                             |
| ⢸ | ⢸                                 |                                   | ⢸                                 | ⢸                                 |
| * Nombre total de cas : morts, graves, guéris et malades ; augmentation journalière en pourcentage. † Nombre de morts. Tenant compte des indicateurs de l'OMS, le Bénin met à jour ses statistiques le 19 mai 2020. Sources : - la page du site officiel du Gouvernement de la République du Bénin consacrée à la COVID-19 ; - le rapport quotidien mondial de l'OMS (uniquement les cas et les décès) ; - les vidéos sur la gestion du virus covid19 en République du Bénin. Lecture : le 24 août 2020 et depuis le 16 mars 2020, au Bénin, 2 145 personnes atteintes de la COVID-19 ont été recensées. 40 décès d'une cause attribuée à la COVID-19 ont été enregistrés. |                                   |                                   |                                   |                                   |

Le 16 mars 2020, le ministre de la Santé, Monsieur Benjamin Hounkpatin, annonce la confirmation du premier cas de coronavirus au Bénin. Il s'agit d'un burkinabé de 49 ans entré sur le territoire béninois le 12 mars 2020 après un séjour en Belgique et au Burkina Faso.
Le 17 mars 2020, le second cas de coronavirus est confirmé. il s’agit d’une jeune femme âgée de 21 ans de nationalité allemande arrivée au Bénin le 11 mars 2020.
Le 22 mars 2020, le Bénin enregistre trois nouveaux cas de Covid-19 confirmés par le Laboratoire national de fièvre hémorragique.
Les 3 sujets sont des ressortissants ivoiriens résidents au Bénin. Le premier est un homme âgé de 41 ans. il a séjourné en Côte d’Ivoire du 3 mars 2020 au 8 mars 2020.
Le second sujet est un homme de 56 ans. Le troisième sujet est un élève âgé de 18 ans.
Le 26 mars 2020, la guérison du premier malade diagnostiqué a été annoncée.
Le Bénin enregistre un premier décès dû au Covid-19, le 6 avril 2020. Il s'agit d'une patiente, âgée de 43 ans, drépanocytaire SC, admise une semaine plus tôt, dans une clinique privée.
Le 28 avril 2020, les autorités béninoises annoncent la confirmation du premier cas à Parakou, une ville du nord du pays.
Un nouveau décès est annoncé par les autorités béninoises, le 1er mai 2020, portant à deux, le nombre de décès dus au coronavirus au Bénin. Les autorités annoncent également 26 nouveaux cas de contaminations, portant le nombre total de cas à 90, à cette date. En mai il y avait 168 nouveaux cas et deux décès, portant le nombre de cas à 232 dont trois décès.
En juin il y avait 967 nouveaux cas et 18 décès, portant le nombre de cas à 1 199 dont 21 décès.
En juillet il y avait 606 nouveaux cas et 15 décès, portant le nombre de cas à 1 805 dont 36 décès.
En août il y avait 340 nouveaux cas et quatre décès, portant le nombre de cas à 2 145 dont 40 décès.
En septembre il y avait 212 nouveaux cas et un décès, portant le nombre de cas à 2 357 dont 41 décès.
En octobre il y avait 286 nouveaux cas, portant le nombre de cas à 2 643 dont 41 décès.
En novembre il y avait 372 nouveaux cas et deux décès, portant le nombre de cas à 3 015 dont 43 décès.
Au 12 décembre 2020, selon l'OMS, il y a eu 3 090 cas cumulés et 44 morts.
En décembre 2020 il y avait 236 nouveaux cas et un décès, portant le nombre de cas à 3 251 dont 44 décès.
En janvier 2021 il y avait 642 nouveaux cas et huit décès, portant le nombre de cas à 3 893 dont 52 décès.
En février il y avait 1 541 nouveaux cas et 18 décès, portant le nombre de cas à 5 434 dont 70 décès.
En mars il y avait 1 666 nouveaux cas et 20 décès, portant le nombre de cas à 7 100 dont 90 décès.
En avril il y avait 721 nouveaux cas et neuf décès, portant le nombre de cas à 7 821 dont 99 décès.
En mai il y avait 237 nouveaux cas et deux décès, portant le nombre de cas à 8 058 dont 101 décès.
En juin il y avait 141 nouveaux cas et trois décès, portant le nombre de cas à 8 199 dont 104 décès.
En juillet il y avait 195 nouveaux cas et quatre décès, portant le nombre de cas à 8 394 dont 108 décès.
En août il y avait 4 972 nouveaux cas et vingt décès, portant le nombre de cas à 13 366 dont 128 décès.
En septembre il y avait 10 524 nouveaux cas et 31 décès, portant le nombre de cas à 23 890 dont 159 décès.
En octobre il y avait 859 nouveaux cas et deux décès, portant le nombre de cas à 24 749 dont 161 décès.
En novembre il y avait 114 nouveaux cas, portant le nombre de cas à 24 863 dont 161 décès.
En décembre 2021 il y avait 72 nouveaux cas, portant le nombre de cas à 24 935 dont 161 décès.
En janvier 2022 il y avait 1 515 nouveaux cas et deux décès, portant le nombre de cas à 26 450 dont 163 décès.
En février 2022 il y avait 125 nouveaux cas portant le nombre de cas à 26 575 dont 163 décès.
En mars 2022 il y avait 377 nouveaux cas portant le nombre de cas à 26 952 dont 163 décès.
En juin 2022 il y avait 264 nouveaux cas portant le nombre de cas à 27 216 dont 163 décès.
En juillet 2022 il y avait 100 nouveaux cas portant le nombre de cas à 27 316 dont 163 décès.
En août 2022 il y avait 174 nouveaux cas portant le nombre de cas à 27 490 dont 163 décès.
En septembre 2022 il y avait 148 nouveaux cas portant le nombre de cas à 27 638 dont 163 décès.
En octobre 2022 il y avait 144 nouveaux cas portant le nombre de cas à 27 782 dont 163 décès.
En novembre 2022 il y avait 198 nouveaux cas portant le nombre de cas à 27 980 dont 163 décès.
En décembre 2022 il y avait deux nouveaux cas portant le nombre de cas à 27 982 dont 163 décès.
En janvier 2023 il y avait sept nouveaux cas portant le nombre de cas à 27 989 dont 163 décès.
En février 2023 il y avait dix nouveaux cas portant le nombre de cas à 27 999 dont 163 décès.
En avril 2023 il y avait 15 nouveaux cas portant le nombre de cas à 28 014 dont 163 décès.

## Statistiques

### Cas confirmés cumulés et nouveaux cas confirmés par jour
Pour des raisons techniques, il est temporairement impossible d'afficher le graphique qui aurait dû être présenté ici.

Pour des raisons techniques, il est temporairement impossible d'afficher le graphique qui aurait dû être présenté ici.

### Graphique synthétique de l'évolution des cas
Pour des raisons techniques, il est temporairement impossible d'afficher le graphique qui aurait dû être présenté ici.

## Mesures prises pour lutter contre le virus

### Premières mesures prises

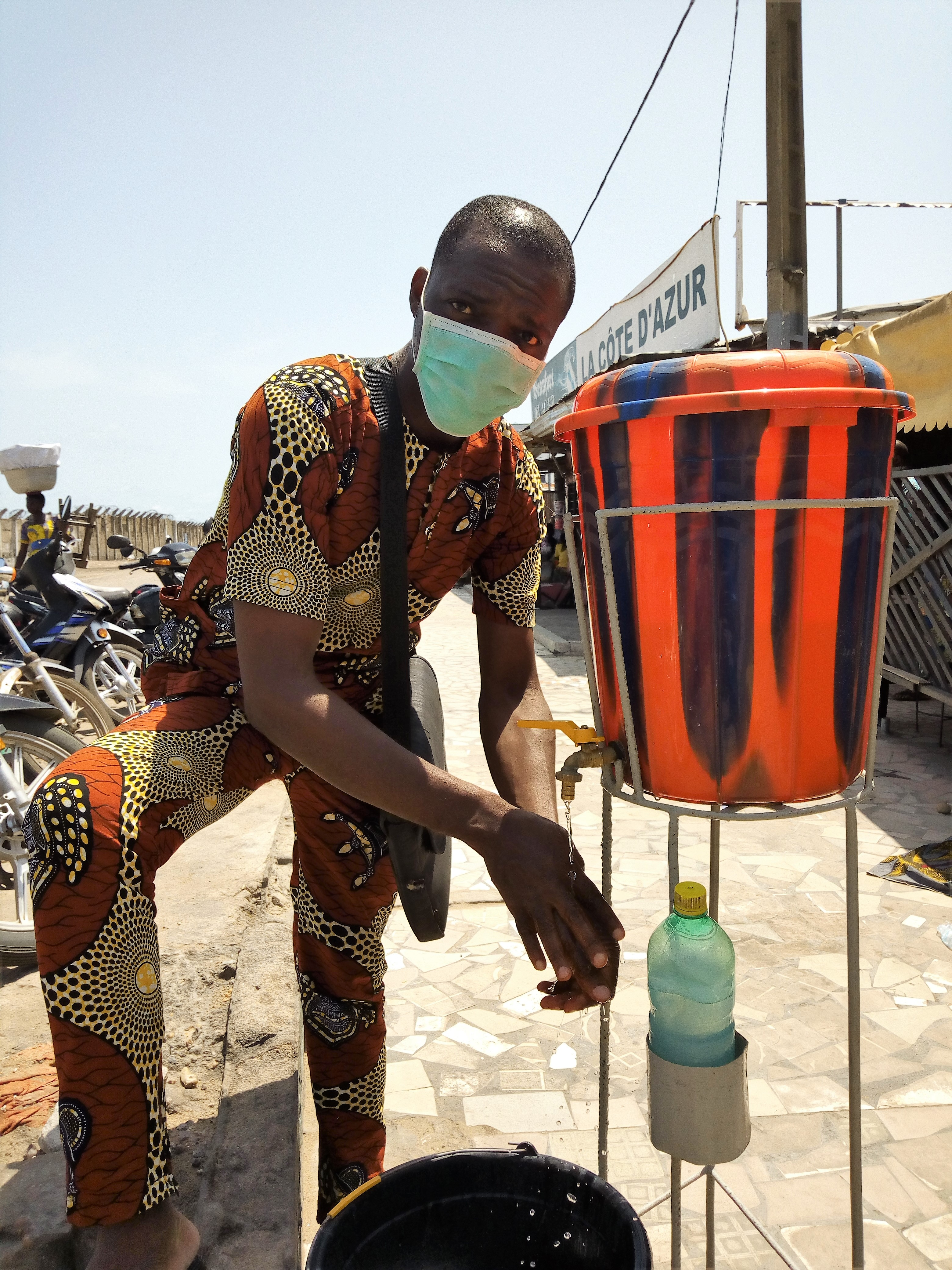
Dispositif de lavage des mains contre la propagation de la pandémie Covid-19 au Bénin devenu une exigence à l’entrée de tout lieu pharmacie, entreprise, bar, administration publique comme privée etc.. jusqu'à la fin de la pandémie

À la suite de l'annonce du premier cas de malade atteint du coronavirus au Bénin, des mesures de prévention ont été édictées par les autorités pour limiter les risques de propagation la forte capacité de sa contagion, :

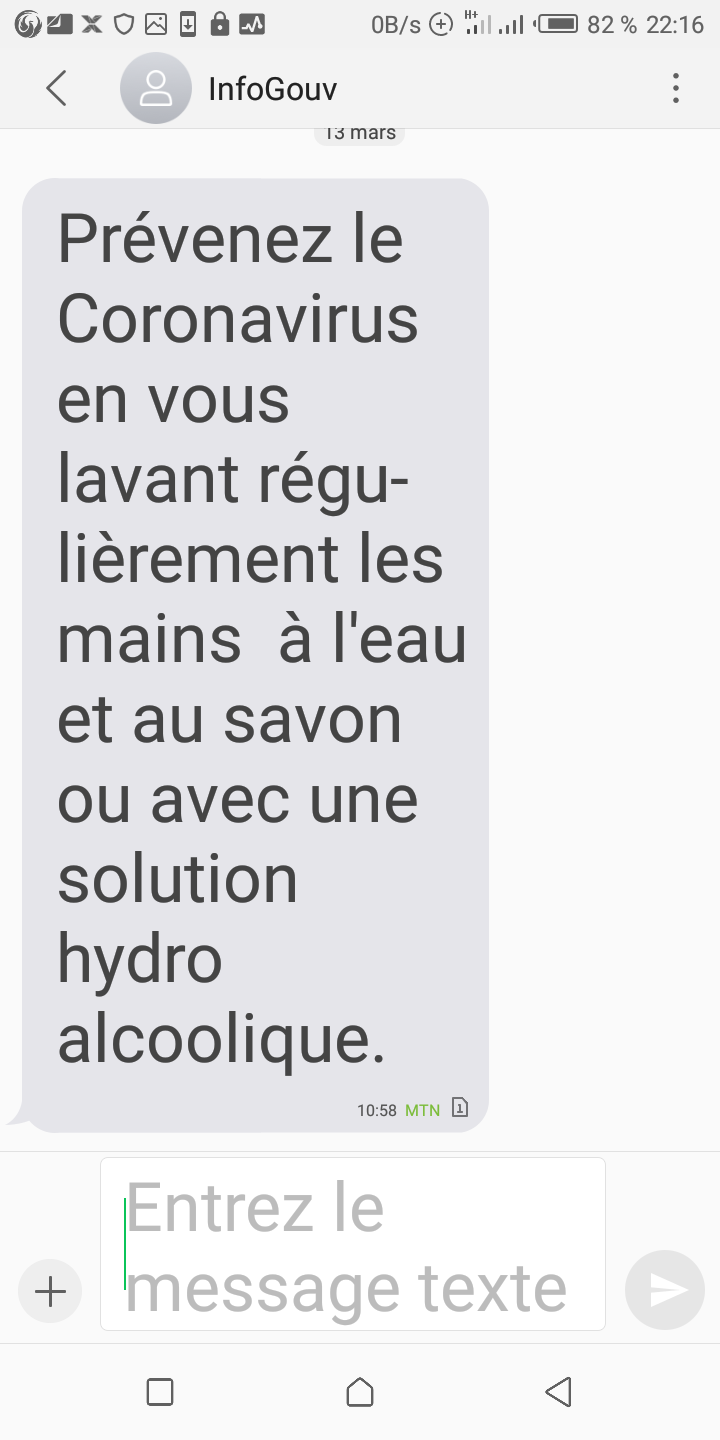
Message d'alerte contre la Covid-19 au Bénin pour exhorter la population au lavage régulier des mais à l'eau+savon.

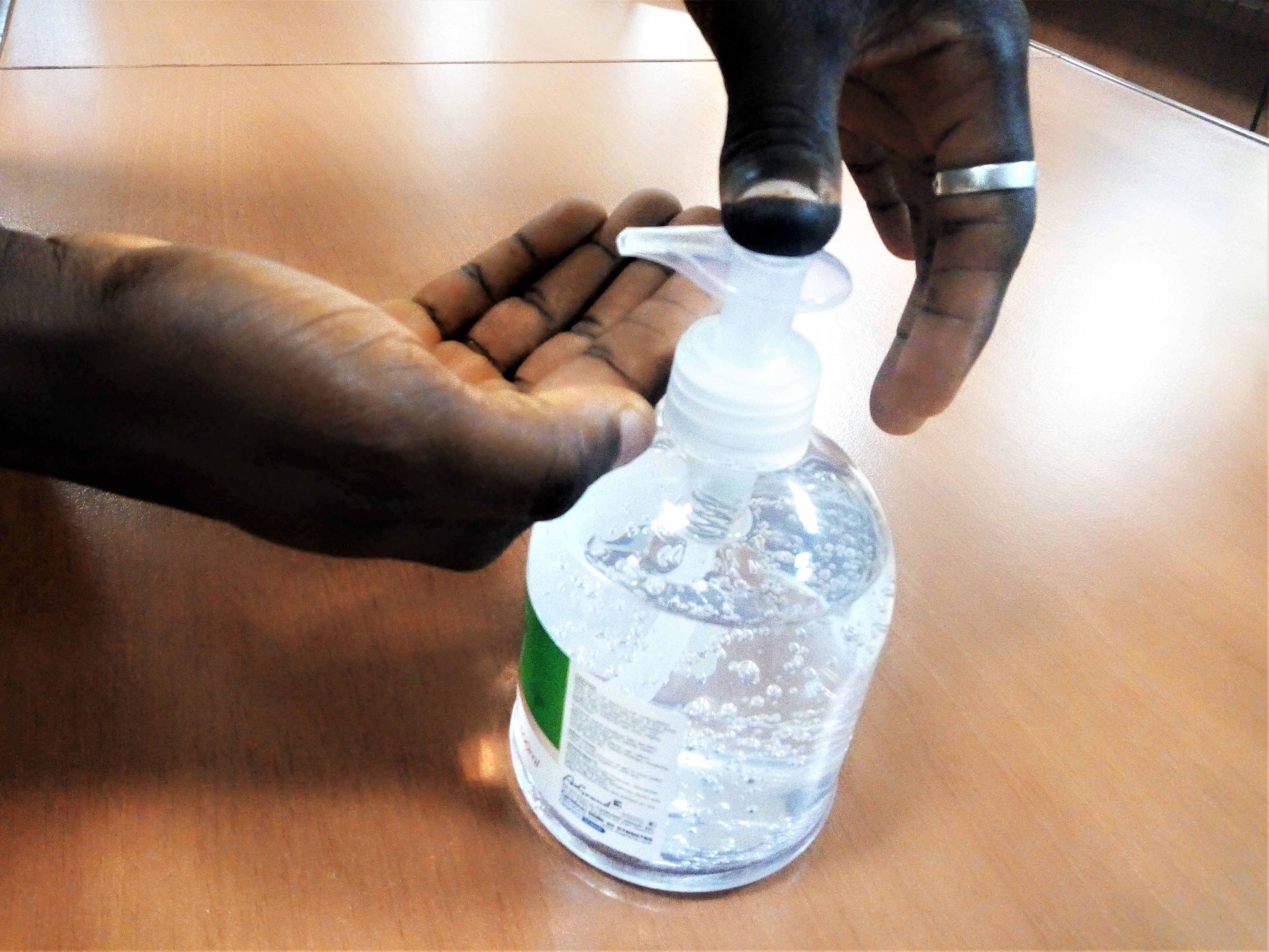
Mésure de protection: Gel hydroalcoolique.

- Les entrées et sorties aux frontières terrestres seront extrêmement limitées ;
- Mise en quarantaine systématique  par l'État  de tout voyageur qui entre sur le territoire par avion ;
- Limitation de délivrance de visas d'entrée que d’habitude ;
- Suspension des missions à l'extérieur des ministres et fonctionnaires de l’administration publique ;
- Suspension des préparatifs pour le pèlerinage à la Mecque ;
- Obligation faite aux transporteurs de véhicule en commun de fournir des masques aux passagers ;
- Recommandation aux populations de se laver régulièrement les mains à l’eau et au savon ou utiliser un gel désinfectant ;
- Respecter la distance sanitaire de sécurité de un mètre ;
- Ne pas se serrer les mains, s'embrasser ou faire des accolades, porter des masques ou des gants lorsqu'on est en contact avec la société ;
- Recommandation  de tousser dans un mouchoir ou dans le creux de son bras puis jeter le mouchoir ;
- Recommandation faite aux familles en deuil de différer les inhumations.

### Établissement d'un cordon sanitaire

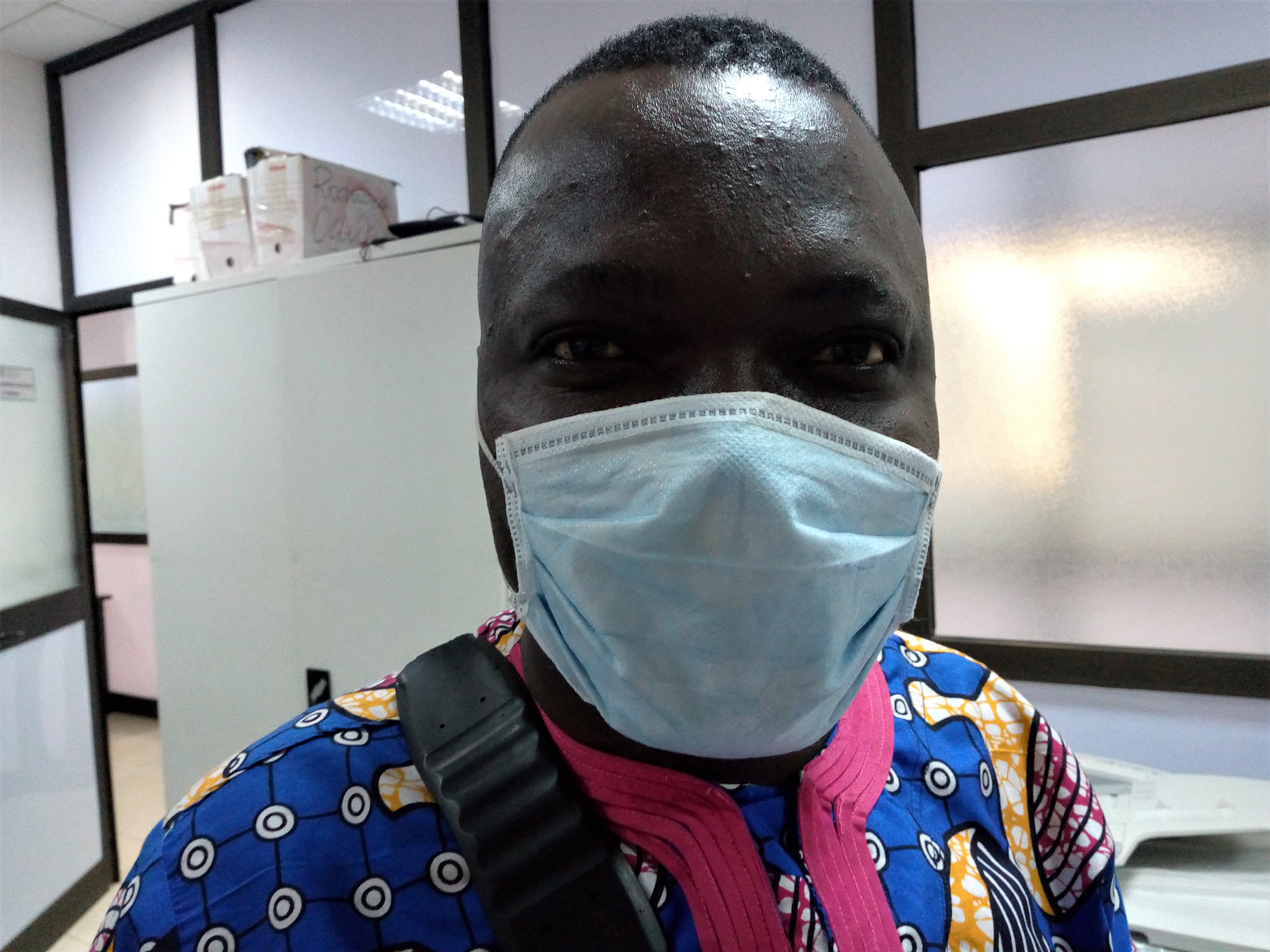
Un béninois protégé par le masque de protection contre la propagation de la pandémie de Covid-19 au Bénin devenu obligatoire pour tous les citoyens depuis le 8 avril 2020.

À la suite de la réunion  du Comité gouvernemental de suivi de la pandémie de Covid-19 au Bénin, le  lundi 23 mars 2020, sous la présidence du chef de l'État Patrice Talon, de nouvelles mesures ont été prises pour éviter sa progression au Bénin, notamment l'établissement d'un cordon sanitaire,, : 
- La période des congés de Pâques pour toutes les écoles et universités publiques et privées du Bénin est fixée du lundi 30 mars 2020 à 00 heure au dimanche 12 avril 2020 à minuit ;
- Un cordon sanitaire autour de 10 communes les plus exposées à la pandémie à savoir, Cotonou, Abomey-Calavi, Allada, Ouidah, Tori, Zè, Sèmè-Podji, Porto-Novo, Akpro-Missérété et Adjarra est également établi dès le lundi 30 mars 2020 à partir de 00h[46] ;
- Interdiction d’entrée et de sortie de l'espace du cordon sanitaire sauf dérogation des préfets ;
- Interdiction de regroupement de plus de dix (10) personnes en tous lieux à l'exception des espaces marchands, avec obligation de respecter une distance d'un mètre (1) minimum entre personnes ;
- Interdiction aux taxis-motos de transporter plus d'une personne à la fois ;
- Fermeture des bars, discothèques, et autres lieux de réjouissance ;
- Suspension  du transport en commun de personnes à partir de cette même date ; seul le transport des marchandises est autorisé ;
- Réduction des déplacements sur toute l’étendue du territoire national, au minimum nécessaire ;
- Obligation de respecter une distance d’un (1) mètre au minimum entre usagers de restaurants et maquis ;
- Obligation pour les employeurs, sur les lieux de travail, d’installer le dispositif de lavage des mains et de faire respecter la distance d'un (1) mètre minimum entre personnes ;
- Limitation du nombre de passagers à bord des taxis et embarcations à trois (03) au maximum ;
- Prescription aux usagers des espaces marchands (boutiques, magasins, supermarchés, marchés ordinaires et autres) d'observer la distance d'au moins un (1) mètre entre personnes ;
- Interdiction aux personnes âgées de plus de 60 ans et celles porteuses d’affections chroniques, de procéder à leur auto-isolement, sauf cas de force majeure ;
- Les cérémonies d(inhumation dans la stricte intimité familiale et ne regroupant pas plus de dix (10) personnes, lesquelles doivent respecter la distance d'un (1) mètre minimum entre elles.

Port du masque obligatoire
À la suite de la réunion du comité gouvernemental de suivi de la pandémie du Coronavirus Covid-19 au Bénin le lundi 6 avril 2020 en visioconférence, sous la présidence du chef de l'État Patrice Talon, le gouvernement a décidé de rendre obligatoire dans les douze communes du cordon sanitaire et même dans les autres régions du pays le port du masque de protection en tous lieux dans l'administration publique comme privée, dans les réunions, quel que soit le nombre de personnes présentes à partir du mercredi 8 avril 2028 à 00h.
Précédemment obligatoire seulement pour les populations des communes retenues dans le cordon sanitaire, le port de masque de protection contre la Covid-19 est rendu obligatoire sur toute l’étendue du territoire national à partir du 28 avril conformément au communiqué du lundi 27 avril 2020 rendu public par le Directeur général de la police républicaine au risque de faire à subir tout contrevenant la répression de la part des forces de défense et de sécurité et défense.

### Lutte contre les rumeurs et la désinformation
De fausses informations sur le virus et l'épidémie circulent sur les réseaux sociaux au Bénin ;
- aucun médecin ne vous dira de porter un masque de protection fabriqué en tissus. Sauf les masques de protection certifiés sont recommandés. Ces masques de protection en tissus ne présentent d'effet sur le virus et peuvent engendrer d'autres maladies ;
- la population béninoise consomme des boissons alcoolisées pour prévenir la Covid-19. Renseignez-vous bien près d'un spécialiste avant de prendre quoi que ce soit. La forte quantité d'alcool pourrait déstabiliser votre santé.

### Retour progressif
Après 6 semaines de mesures prises pour éviter la progression du virus dans le pays, le gouvernement juge qu'il s'avère nécessaire de favoriser le retour progressif au cours normal de la vie et des activités économiques, en faisant l'option d'assouplir la limitation de la mobilité des personnes en levant le cordon sanitaire mis en place et en autorisant la reprise des classes dans les établissements d'enseignement, de formation et de recherche, ainsi que les universités, conformément au calendrier scolaire réaménagé et publié le 8 avril 2020.
Ainsi, le Conseil des ministres en sa session du 6 mai 2020, a décidé de la reprise des cours pour les écoliers du cours moyen 2e année (CM2), les élèves des collèges et lycées et les étudiants, dès le 11 mai 2020, maintenant la tenue des examens de fin d’année.
Les cours dans les universités se poursuivront via une plate-forme d'enseignement à distance.
Les écoliers des classes de cours d’initiation (CI) au cours moyen 1re année (CM1), quant à eux, reprendront les classes du 10 août au 4 septembre 2020 et subiront leurs évaluations du 7 au 11 septembre 2020. La rentrée scolaire 2020-2021 est fixée au 28 septembre 2020 pour tous les apprenants.
Les écoles maternelles et les garderies restent fermées jusqu’à la prochaine rentrée des classes.
La levée du cordon sanitaire s’accompagnera de l’organisation progressive des dépistages de masse à commencer par les groupes les plus exposés.
Toutes les autres mesures barrières restent en vigueur.

## Conséquences

### Sur le plan socio-économique
Le 17 mars 2020, l'Aviation handling services publie dans un bulletin d'information, la décision d'annulation des vols à destination de l'aéroport international de Cotonou jusqu'à nouvel ordre d'une liste de 04 compagnies aériennes : Royal Air Maroc, CEIBA Intercontinental, Cronos Airlines et Air Mauritanie.
Le 23 mars 2020, un ressortissant béninois a été tué par les forces de sécurité togolaises, au Togo, alors qu’il tentait de braver la fermeture de la frontière instaurée par le gouvernement togolais.
Dans l'application des mesures prises par le gouvernement du Bénin pour lutter contre la propagation du virus sur le territoire, l’Université d'Abomey-Calavi interdit toute manifestation de plus de 50 personnes sur tous les campus, à compter du 18 mars 2020. Se basant sur cette décision des autorités de l'université, la fédération nationale des étudiants du Bénin (FNEB) ordonne la cessation des cours à l’université. L'interpellation de 03 responsables de la fédération nationale des étudiants du Bénin provoque des manifestations ayant conduit à des affrontements entre étudiants et forces de l'ordre le 25 mars 2020. Un étudiant succombe à ses blessures au cours de ces affrontements.

### Scolaire
Dans le cadre d'une gestion méthodique et rationnelle de la lutte contre la Covid-19 au Bénin, le gouvernement a procédé au réaménagement du calendrier scolaire à la suite du Conseil des Ministres du mercredi 8 avril 2020. La reprise des cours, initialement prévue pour le 14 avril 2020, a été renvoyée au 11 mai 2020. Ainsi, le nouveau calendrier scolaire se présente comme suit,:
- Cep : lundi 6 juillet 2020,
- Bepc : lundi 13 juillet 2020,
- Baccalauréat : lundi 20 juillet 2020,
- Vacances scolaires : vendredi 24 juillet 2020 au dimanche 27 septembre 2020.

Le 11 mai 2020, la plate-forme nationale de formation à distance est lancée. Elle a pour objectif de permettre la continuité des cours dans les universités nationales du Bénin,.

### Médecine
Le premier décès de patient atteint du coronavirus, le dimanche 5 avril 2020, a entraîné l'évacuation des patients et la mise sous scellée pour 2 semaines de la clinique Mahouna de Cotonou, clinique dans laquelle a été admise la patiente, plusieurs jours avant son décès, et la mise en quarantaine de tout le personnel de la clinique,.
Le 6 avril 2020, à la suite du contrôle positif d'une sage-femme de l'hôpital de la mère et de l'enfant (Homel) de Cotonou, tout le personnel soignant de l'hôpital, soit 106 agents, est placé en quarantaine au Bénin Royal Hôtel de Cotonou, un hôtel réquisitionné par le gouvernement pour la quarantaine des voyageurs venant de pays atteints. L'ensemble du personnel est déplacé de cet hôtel, pour l'hôtel de lac, le 10 avril 2020, après la découverte d'un nouveau cas parmi les personnes en quarantaine dans l'hôtel,.

### Politique
L’actualité de la propagation du Covid-19 au Bénin coïncidant avec les préparations des élections municipales de 2020 prévues pour le mois de mai 2020, les activités politiques sont ralenties compte tenu des mesures de prévention, notamment l’interdiction des regroupements d’un certain nombre de personnes et l’évitement, au maximum des contacts physiques.

### Sports
Le 20 mars 2020, le directeur général de l’office de gestion du stade de l’Amitié Général Mathieu Kérékou informe le président de l’union des clubs de sport d’entretien du stade que toute activité sportive est désormais interdite sur le stade, ainsi que sur les stades des départements jusqu’à nouvel ordre.

### Internet

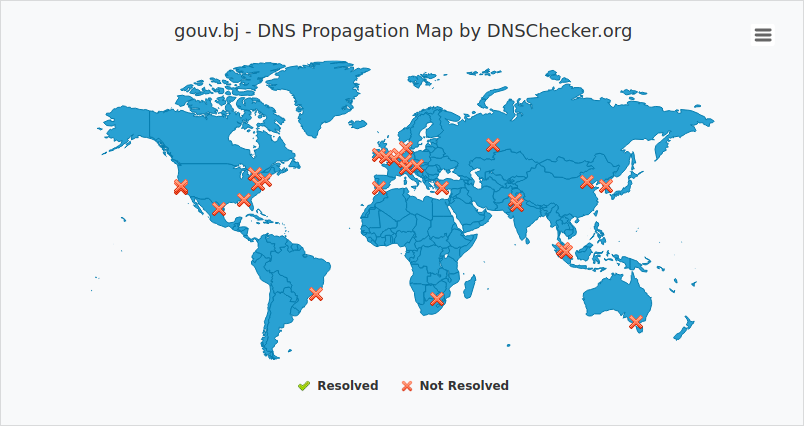
Panne sur le site officiel du gouvernement et la plate-forme nationale d'informations sur la pandémie, https://www.gouv.bj, le 17 mai 2020.

Depuis le 18 mars 2020, la connexion internet conserve un débit constant de 3G/4G, malgré la rupture du câble sous-marin WACS détectée le vendredi 27 mars 2020. On peut consulter les informations officielles sur la pandémie en ligne sur le site du gouvernement à l'adresse www.gouv.bj/coronavirus. La censure des infox et désinformations est aussi mise en place, même si aucune n'est à ce jour, officielle.
Le 17 mai 2020, le site officiel du gouvernement, hébergeant également la plate-forme nationale d'informations sur l'évolution de la pandémie sur le plan national, est inaccessible pendant plusieurs minutes. Des perturbations sont observées également au niveau de la plate-forme nationale de formation à distance.